# Gyula Krúdy
Dans le nom hongrois Krúdy Gyula, le nom de famille précède le prénom, mais cet article utilise l’ordre habituel en français Gyula Krúdy, où le prénom précède le nom.

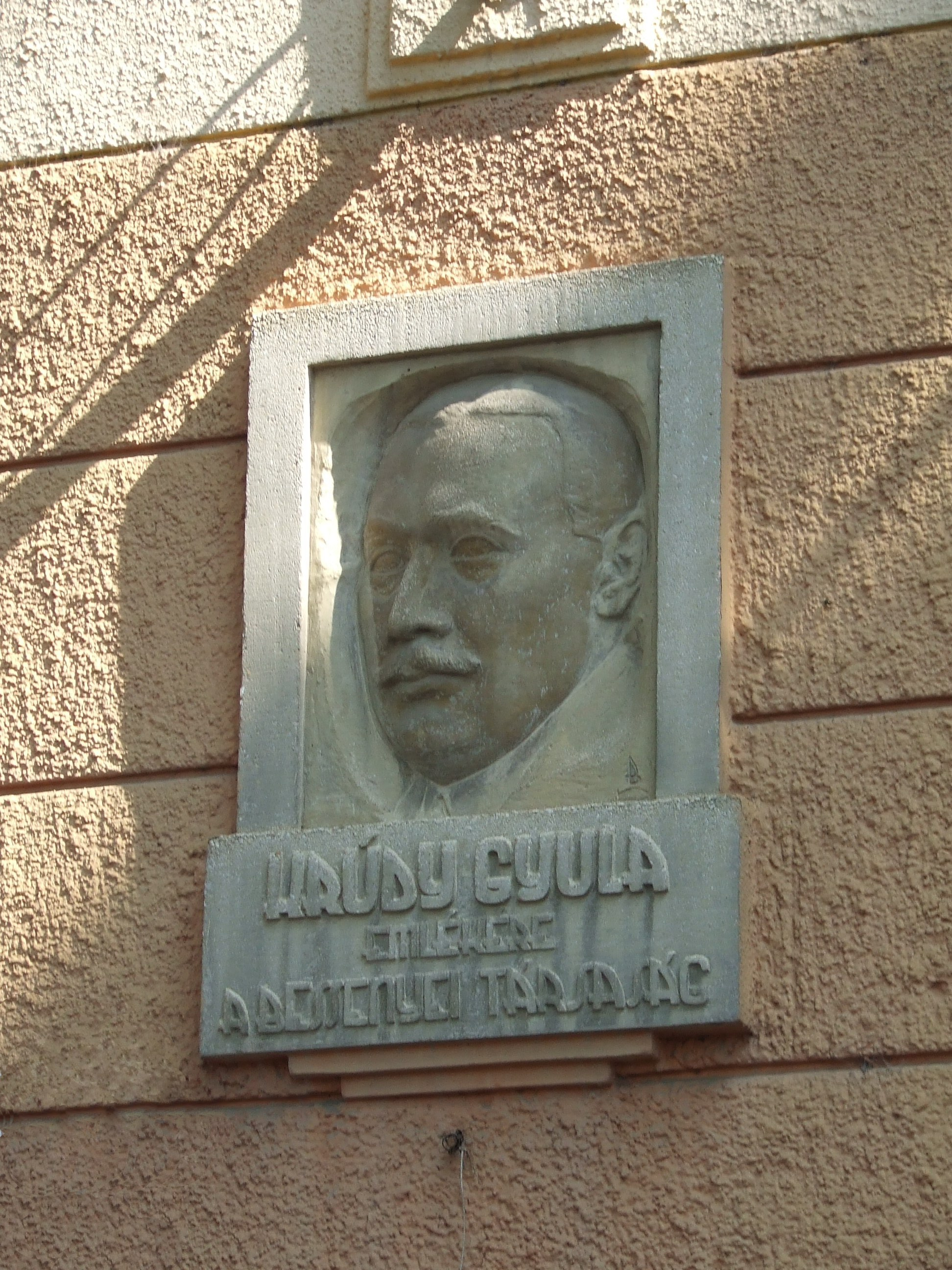
Bas-relief représentant Gyula Krúdy sur le mur de sa maison natale.

Gyula Krúdy (né le 21 octobre 1878 à Nyíregyháza – mort le 12 mai 1933 à Budapest) est un journaliste et l'un des plus importants écrivains de la littérature hongroise moderne.

## Biographie

### L'enfant
Krúdy naît en 1878 « en fin d'automne ». Il est le premier enfant de Gyula Krúdy, un avocat fils d'avocat, d'une famille de la petite noblesse originaire du comitat de Nógrád, et de Julianna Csákányi, domestique de famille paysanne. La différence sociale forcera le couple à ne régulariser son union qu'en 1895 après la naissance de leur septième enfant. La famille habite « dans une longue maison sonore au toit de chaume et aux petites fenêtres dont il ne reste plus trace aujourd'hui dans la rue de Nagykálló ». « Dans mes souvenirs, mon enfance s'est déroulée à mon goût. Je parcourais avec de vieux braconniers les bras morts de la Tisza, les marécages, les roselières, les champs de maïs, le sable tendre du Nyírség... ». Cette enfance à la fois heureuse et à part (puisqu'il gardera le statut d'enfant naturel jusqu'à ses 17 ans) inspirera plus tard le roman N.N..

### Le lycéen
« Afin de m'éduquer plus strictement, mon père me confia d'abord aux pères de la Société de Jésus à Szatmár, puis aux prêtres piaristes de Podolin (comitat du Szepes), et je n'oublierai jamais ces années-là, de même que jusqu'à la fin de leur vie, la plupart des gens se souviennent avec plus d'émotion de leur enfance que des temps qui l'ont suivie ».  En 1887, son père l'envoie en effet au lycée catholique de Szatmár, tenu par les jésuites, puis un an plus tard, devant son peu de réussite, à celui de Podolin, ville germanophone de haute Hongrie (actuelle Slovaquie), où il passe trois ans qui l'attacheront à cette région, très présente dans ses œuvres. En 1891, son père le fait revenir à Nyíregyháza, au lycée évangélique (luthérien) de la ville, où le jeune homme, très mûr pour son âge, se lance déjà dans le journalisme avec d'autres élèves. 
En 1892, il crée ainsi un "bureau de presse" qui fournit les quotidiens de Budapest en articles sur l'actualité locale. C'est aussi l'année où il publie sa première nouvelle dans l'un des quotidiens de la ville: Miért ölte meg Kain Ábelt? (Pourquoi Caïn a-t-il tué Abel ?). L'envie d'être écrivain lui serait venue en lisant Eugène Onéguine de Pouchkine : « Il a un but dans la vie, il sera poète, journaliste. Il sera Alexandre Pouchkine, - et tout cela cette nuit-là, alors qu'il lisait les lignes entrechoquées du poète russe, le front brûlant et le cœur débordant ».

### Le journaliste et l'écrivain
Il passe son baccalauréat en juin 1895 et devient ensuite journaliste, travaillant d'abord à Debrecen, puis à Nagyvárad (auj. Oradea, Roumanie). À l'aube de ses vingt ans, il publie son premier recueil de nouvelles : Üres a fészek és egyéb történetek (Le nid est vide et autres histoires). Il prend part à la rédaction de la plupart de grands journaux et de magazines littéraires de son époque, dont le Nyugat. Sa série Szindbád et le roman ''La Diligence rouge (A vörös postakocsi) ont un écho national et remportent grand succès auprès du public. 
En 1899, il se marie avec Bella Spiegler (de son nom d'écrivain Satanella), institutrice et journaliste occasionnelle. Plus tard, il la quitte pour Zsuzsa Rózsa. Son parcours est un événement particulier au sein de la littérature hongroise du XXe siècle.

## Œuvre
Gyula Krúdy a écrit plus de 86 romans, des milliers de nouvelles et des milliers d'articles de journaux qui n'ont pas encore été tous recensés.

## Hommages
Selon Imre Kertész, le hongrois est la « langue de Gyula Krúdy ». 

### Traductions françaises

#### Romans
- A vörös postakocsi (1913) La Diligence rouge, traduit par Joëlle Dufeuilly, Belval, Éditions Circé, 2014  (ISBN 978-2-84242-249-3)
- Bukfenc (1918) Pirouette, traduit par François Gachot, Paris, Édition Souffles, coll. « Europe centrale », 1989  (ISBN 2-87658-030-6)
- Napraforgó (1918) Héliotrope, traduit par Anne-Christine Folinais, Paris, L'Harmattan, coll. « Domaine danubien », 2004  (ISBN 2-7475-5458-9)
- Az útitárs (1919) Le Compagnon de voyage, traduit par François Gachot, Paris, Albin Michel, coll. « Les grandes traductions », 1991  (ISBN 2-226-05315-8) ; réédition, Genève, Éditions La Baconnière, coll. « Ibolya Virag », 2018  (ISBN 978-2-940431-85-4)
- Asszonyságok díja (1920) Le Prix des dames, traduit par Ibolya Virag et Jean-Pierre Thibaudat, Paris, Albin Michel, coll. « Les grandes traductions. Domaine Europe centrale », 1992  (ISBN 2-226-06068-5)
- N.N. (1922) N.N., traduit par Ibolya Virag, Paris, L'Harmattan, coll. « Domaines danubiens » no 1, 1985 (BNF 34778262) ; réédition, Paris, I. Virag, coll. « Parallèle » no 1, 1996  (ISBN 2-911581-01-6) ; réédition, Genève, Éditions La Baconnière, coll. « Ibolya Virag », 2013  (ISBN 978-2-940431-18-2)
- Hét bagoly (1922) Les Sept hiboux, traduit par Gabrielle Watrin, Genève, Éditions des Syrtes, 2015  (ISBN 978-2-940523-27-6)
- A tiszaeszlári Solymosi Eszter (1931) L'Affaire Eszter Solymosi, traduit par Catherine Fay, Paris, Albin Michel, coll. « Les grandes traductions », 2013  (ISBN 978-2-226-24826-8)
- Kleofásné kakasa (?) Le Coq de Madame Cléophas, traduit par Guillaume Métayer et Paul-Victor Desarbres. Préface d'András Kányádi, Strasbourg, Circé, 2013  (ISBN 978-2-84242-349-0)
- Francia Kastély (1912) Le Château Français, traduit par François Giraud, Paris, Cambourakis, 2019  (ISBN 978-2-36624-455-7)

#### Recueils de nouvelles
- Aranykézutcai szép napok (1916) Les Beaux Jours de la rue de la Main d'Or, traduit par Natália et Charles Zaremba, Paris, In fine, coll. « Domaine hongrois », 1997  (ISBN 2-84046-045-9) ; réédition, Paris, Cambourakis, 2008  (ISBN 978-2-916589-14-5) ; réédition, Paris, Cambourakis, coll. « Cambourakis poche », 2018  (ISBN 978-2-36624-379-6)
- Őszi versenyek (1922) Courses d'automne, traduit par Ibolya Virag et Jean-Pierre Thibaudat, Toulouse, Ombres, coll. « Petite bibliothèque Ombres » no 17, 1993  (ISBN 2-905964-74-X)
- Szindbád-történetek (1911-1935) Sindbad ou la nostalgie, traduit par Juliette Clancier, Arles, Actes Sud, coll. « Collection UNESCO d'œuvres représentatives. Série européenne », 1988  (ISBN 2-86869-224-9) ; nouvelle édition augmentée, traduit par Juliette Clancier, Ibolya Virag et François Gachot, Genève, Éditions La Baconnière, coll. « Ibolya Virag », 2015  (ISBN 978-2-94043-139-7)

#### Nouvelles
- Le Flûtiste de Pest, traduit par Ibolya Virag, Le Monde, 1982
- La Maison à la tête de dragon, traduit par Ibolya Virag, Les Nouvelles littéraires, 1986
- La Balle du violoncelliste, traduit par Ibolya Virag, La Main de Singe, 1988